# Lioglyphostoma jousseaumei
Lioglyphostoma jousseaumei é uma espécie de gastrópode do gênero Lioglyphostoma, pertencente a família Pseudomelatomidae.